# Diftong
Diftong (grčki di-, phthongos- glas) je dvoglasnik, tj. dva razna samoglasnika koji su spojeni u jedan slog (npr. ao, eo, io) itd.

## Literatura
- Barbosa, Plínio A. & Albano, Eleonora C. (2004), "Brazilian Portuguese", Journal of the International Phonetic Association 34(2):  227-232
- Cruz-Ferreira, Madalena (1995), "European Portuguese", Journal of the International Phonetic Association 25(2):  90-94
- Gussenhoven, Carlos (1992), "Dutch", Journal of the International Phonetic Association 22(2):  45-47
- Martínez-Celdrán, Eugenio; Fernández-Planas, Ana Ma. & Carrera-Sabaté, Josefina (2003), "Castilian Spanish", Journal of the International Phonetic Association 33(2):  255-259
- Roach, Peter (2004), "British English: Received Pronunciation", Journal of the International Phonetic Association 34(2):  239-245
- Verhoeven, Jo (2005), "Belgian Standard Dutch", Journal of the International Phonetic Association 25(2):  243-247
- Verhoeven, Jo (2007), "The Belgian Limburg dialect of Hamont", Journal of the International Phonetic Association 27(2):  219-225
- Verhoeven, Jo & Van Bael, C. (2002), "Akoestische kenmerken van de Nederlandse klinkers in drie Vlaamse regio’s", Taal en Tongval 54:  1-23